# Standard City
Standard City est un village du comté de Macoupin, en Illinois, aux États-Unis. Il est incorporé le 12 juillet 1920,. Lors du recensement de 2010, le village comptait une population de 138 habitants.

## Source de la traduction
- (en) Cet article est partiellement ou en totalité issu de l’article de Wikipédia en anglais intitulé « Standard City, Illinois » (voir la liste des auteurs).